# André Thieme (Historiker)
André Thieme (* 20. April 1969 in Meißen) ist ein deutscher Historiker.

## Leben
Thieme studierte sächsische Landesgeschichte, Geschichte der Neuzeit und Germanistik an der Technischen Universität Dresden. Mit einer Doktorarbeit über die Burggrafen von Altenburg wurde er 2000 zum Dr. phil. promoviert. Beim Institut für Sächsische Geschichte und Volkskunde, an dem er seit 1997 beschäftigt war, betreute er bis 2010 das Editionsprojekt zur Korrespondenz der Herzogin Elisabeth von Rochlitz. Er war Lehrbeauftragter an der TU Dresden und war ab 2010 Leiter des Bereichs Museen bei den Staatlichen Schlössern, Burgen und Gärten Sachsen. 2012 wurde er zum stellvertretenden Vorsitzenden der Historischen Kommission an der Sächsischen Akademie der Wissenschaften zu Leipzig gewählt. Thieme übernahm ab September 2022 die Geschäftsführung der Festung Königstein.
Thieme lebt in Dresden.

## Schriften (Auswahl)
- mit Konstantin Hermann: Sächsische Geschichte im Überblick. Texte, Karten, Grafiken. Edition Leipzig, Leipzig 2013.
- Albrecht der Beherzte. Stammvater der albertinischen Wettiner. Sutton, Erfurt 2008.
- Die Burggrafschaft Altenburg – Studien zu Amt und Herrschaft im Übergang vom hohen zum späten Mittelalter. Leipziger Universitätsverlag, Leipzig 2001.